# Międzynarodowa kooperacja przemysłowa
Międzynarodowa kooperacja przemysłowa – międzynarodowy podział pracy w dziedzinach takich, jak produkcja podzespołów, części zamiennych na dotąd niespotykaną skalę.
Przykładem takiego rodzaju obrotów międzynarodowych z udziałem polskich przedsiębiorstw może być niegdyś zawiązana współpraca pomiędzy Zakładami Lotniczymi w Mielcu, a amerykańskim koncernem produkującym Boeingi 767. Części do budowy tych samolotów pochodzą z ponad 20 krajów, w Mieleckich zakładach produkowane są drzwi do tych właśnie samolotów.
W przemyśle szybkie tempo wzrostu międzynarodowego podziału pracy odzwierciedliło się na geograficznej strukturze obrotów międzynarodowych. Zasadnicza przemiana dotyczyła wzrostu roli państw zindustrializowanych poprzez wzrost wzajemnych obrotów między tymi krajami.